# 宋祖法
宋祖法（？—？），字爾繩，號澺水，河南新蔡縣人，明末清初政治人物。

## 生平
嘉靖三十八年進士宋訓之孫，慈善家宋有德之子，崇禎三年（1630年）庚午科舉人，七年（1634年）甲戌科進士，八年授齊河縣知縣，同年丁憂歸鄉。十一年補祁門縣，十二年己卯調歷城知县。十四年升刑部雲南司主事，十五年調兵部职方司，歷升武库司员外郎、车驾司郎中，調山西易州兵備道佥事，升都察院右佥都御史，巡抚保定。十七年京城陷，歸鄉。後仕清。清順治十七年（1660年），接替陳瑾，提學福建。

## 家族
曾祖宋大经，赠奉直大夫；祖父宋训，嘉靖己未进士、通政参议、祀乡贤；父宋有德，庠生。

## 外部連結
- 南塘金粟禅林寺 上蔡政協

| 官衔                 | 官衔                                                  | 官衔          |
| -------------------- | ----------------------------------------------------- | ------------- |
| 前任： 樊昌 进贤举人 | 明朝直隸祁門縣知縣 崇祯十一年（1638年）上任           | 繼任： 邊𡒊   |
| 前任： 韓承宣        | 明朝歷城縣知縣 1639年－崇禎年間                       | 繼任： ？     |
| 前任： 陳瑾          | 福建提學道 順治十六年十一月廿七甲申（1660年1月9日）任 | 繼任： 陸求可 |